# Lzip
Lzip je licenčně svobodný (GNU GPL) komprimační program využívající metodu LZMA a nabízející rozhraní příkazového řádku podobné tradičním UN*Xovým příkazům gzip a bzip2. Stejně jako jeho přímý konkurent v této oblasti, XZ Utils a jejich jádro xz, je postaven na myšlenkách programu 7-Zip.
Autorem je Antonio Diaz Diaz, program je napsán v C++ a první verze vyšla v roce 2008. Na rozdíl od tehdy dostupného portu 7-Zipu nenabízí jen samotnou komprimaci, ale kontejnerový formát s podporou magických čísel a kontrolních součtů. Používá příponu .lz
a má přiřazený typ internetového média application/x-lzip. Kromě UN*Xových systémů je k disposici i pro Microsoft Windows.